# Cẩm Phả
Cẩm Phả (auch Campha) ist eine Stadt in der vietnamesischen Provinz Quảng Ninh. 2012 bevölkerten 195.800 Menschen eine Stadtfläche von 486 km².

## Kultur

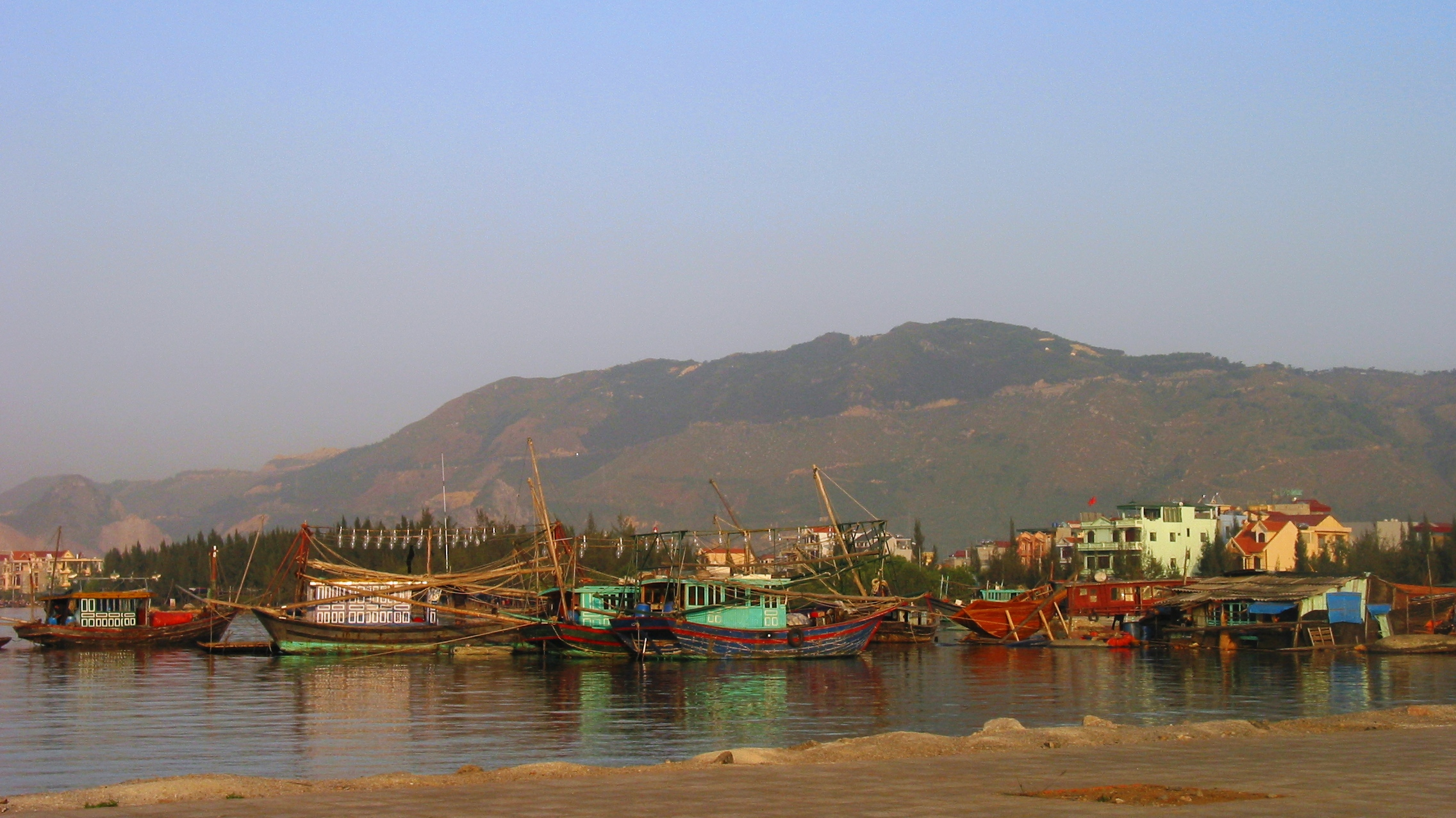
Hafen Campha

Historische Stätten sind der Cửa-Ông-Tempel, die Inseln Rều und Thẻ Vàng und die Hang-Hanh-Höhle.

## Wirtschaft
Die Stadt ist ein bedeutender Kohleförderort, die Mine wird seit 100 Jahren betrieben. Auch die Kalkherstellung, sowie Landwirtschaft, Forstwirtschaft und Fischerei tragen zur Bedeutung des im Süden der Stadt gelegenen Exporthafens bei.